# Eduardo Kunde
Eduardo Kunde (* 17. September 1997 in Montenegro) ist ein brasilianischer Fußballspieler.

## Karriere
Eduardo Kunde erlernte das Fußballspielen in der Jugendmannschaft des Avaí FC im brasilianischen Florianópolis. Hier stand er bis Januar 2021 auch unter Vertrag. 2019 feierte er mit dem Team die Staatsmeisterschaft von Santa Catarina. Von November 2020 bis Januar 2021 wurde er an den Cuiabá EC nach Cuiabá ausgeliehen. Nach Vertragsende beim Avaí FC ging er im Februar 2021 nach Asien. Hier unterschrieb er einen Vertrag bei SC Sagamihara. Der Verein aus Sagamihara spielte in der zweiten japanischen Liga, der J2 League. Mit dem Verein belegte man am Saisonende den 19. Tabellenplatz und stieg in die dritte Liga ab.

## Erfolge
Avaí FC
- Staatsmeisterschaft von Santa Catarina: 2019